# 约翰·格雷格
约翰·W·格雷格（英語：John W. Greig，1961年4月28日—），美国NBA联盟前职业篮球运动员。他在1982年的NBA选秀中第3轮第65顺位被西雅图超音速选中。